# 冨田一色広小路町大通り
富田一色広小路町大通り（とみだいっしきひろこうじまちおおどおり）は、三重県四日市市北部の富洲原地区（富田一色地区）の大通りの1つ。

## 歴史
冨田一色の広小路大通りは富田一色地区の小学生の通学路である。四日市市立富洲原小学校に通う通学路である。冨田一色の広小路大通りは富田一色の北部地域で北条地域と呼ばれている。富田一色地区は寛永16年（1639年）に富田一色大火で壊滅的被害があり、その後の計画的な再建計画で江戸時代当時の東海道の数倍もの道幅を有する広小路大通りを整備して広小路町を設置して防火機能で広小路町中心で町割りが実施された。江戸時代の当時この地域は山の神町と呼ばれていたが明和7年（1770年）から広小路町と名称となった。冨田一色広小路町自治会は大通りで飛鳥神社正面の町で提灯櫓の大きく提灯の数も9個ある。絵柄は富田一色地区の神社の正面らしく富田一色新町と同じ種類の神代時代の物語である。